# Narancsvörös pereszke
A narancsvörös pereszke (Tricholoma aurantium) a pereszkefélék családjába tartozó, Eurázsiában és Észak-Amerikában honos, főleg fenyvesekben élő, nem ehető gombafaj.

## Megjelenése
A narancsvörös pereszke kalapja 4-8 (10) cm széles, alakja fiatalon félgömbös, majd előbb domborúan, végül laposan kiterül. Széle fiatalon begöngyölt, lehet bordázott. Felszíne síkos, sima. Színe sárgás narancsszín, a szélénél világosabb árnyalatú.
Húsa rostos, fehér színű, a kalapbőr alatt narancssárgás, sérülésre nem változik. Szaga lisztszerű, íze lisztese kesernyés. 
Sűrű lemezei pereszkefoggal tönkhöz nőttek. Színük fehér, barnásan pettyesednek.
Tönkje 5-10 cm magas és 1-2 cm vastag. Alakja vaskos, hengeres, esetenként görbülhet. Alapszíne fehér, rajta kalapszínű, zónás, kígyóbőrszerűen elhelyezkedő pikkelykékkel. Csúcsán a kalap alatt egy kis szakaszon fehér marad; itt néha narancsvörös cseppeket izzad ki.
Spórapora fehér. Spórája ovális alakú, sima, mérete 4,5-5,5 x 3,5-4 µm.

### Hasonló fajok
Esetenként az óriáspereszkével lehet összetéveszteni. 

## Elterjedése és termőhelye
Eurázsiában és Észak-Amerikában honos. Magyarországon nem gyakori.
Elsősorban fenyvesekben él, ritkán bükk és nyír alatt is megtalálható. A meszes talajt kedveli, de előfordulhat savanyú talajon. Augusztustól októberig terem. 

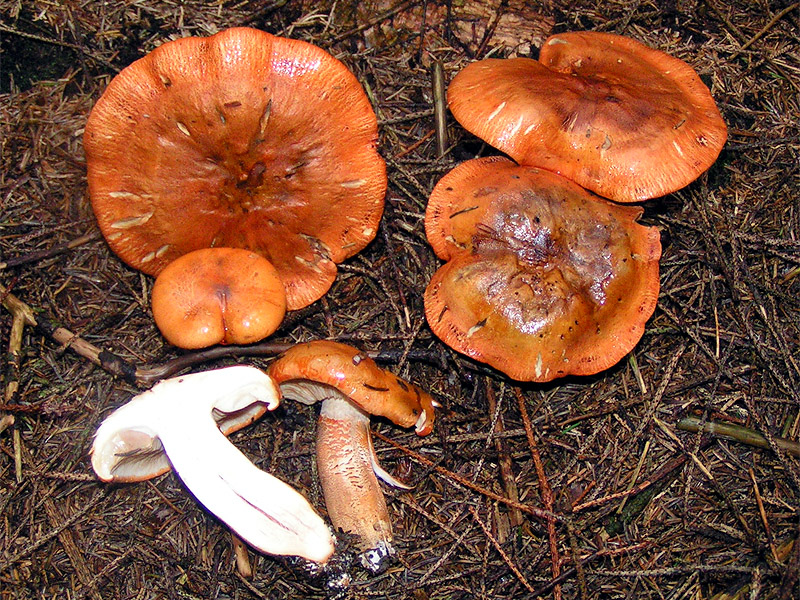
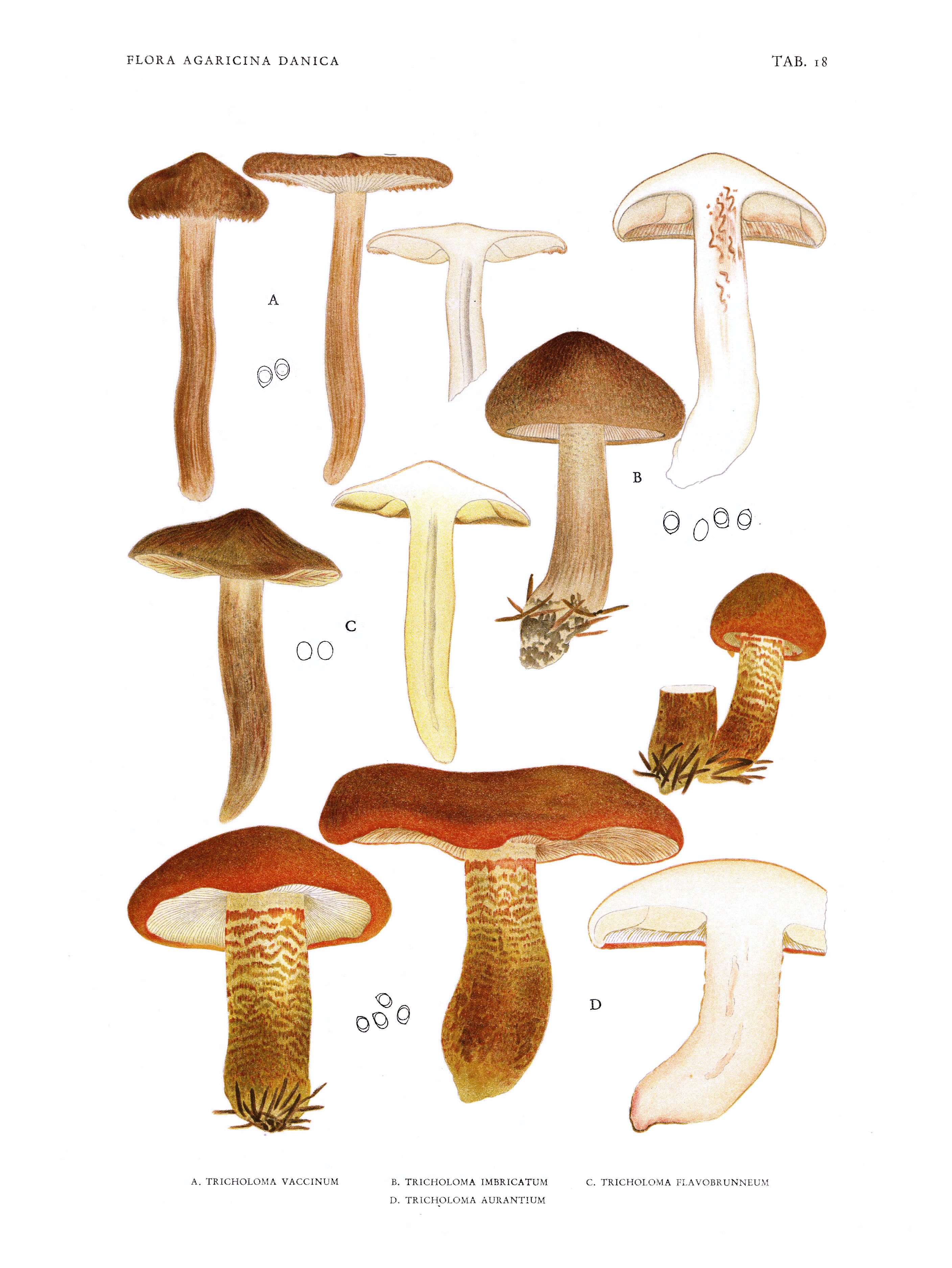
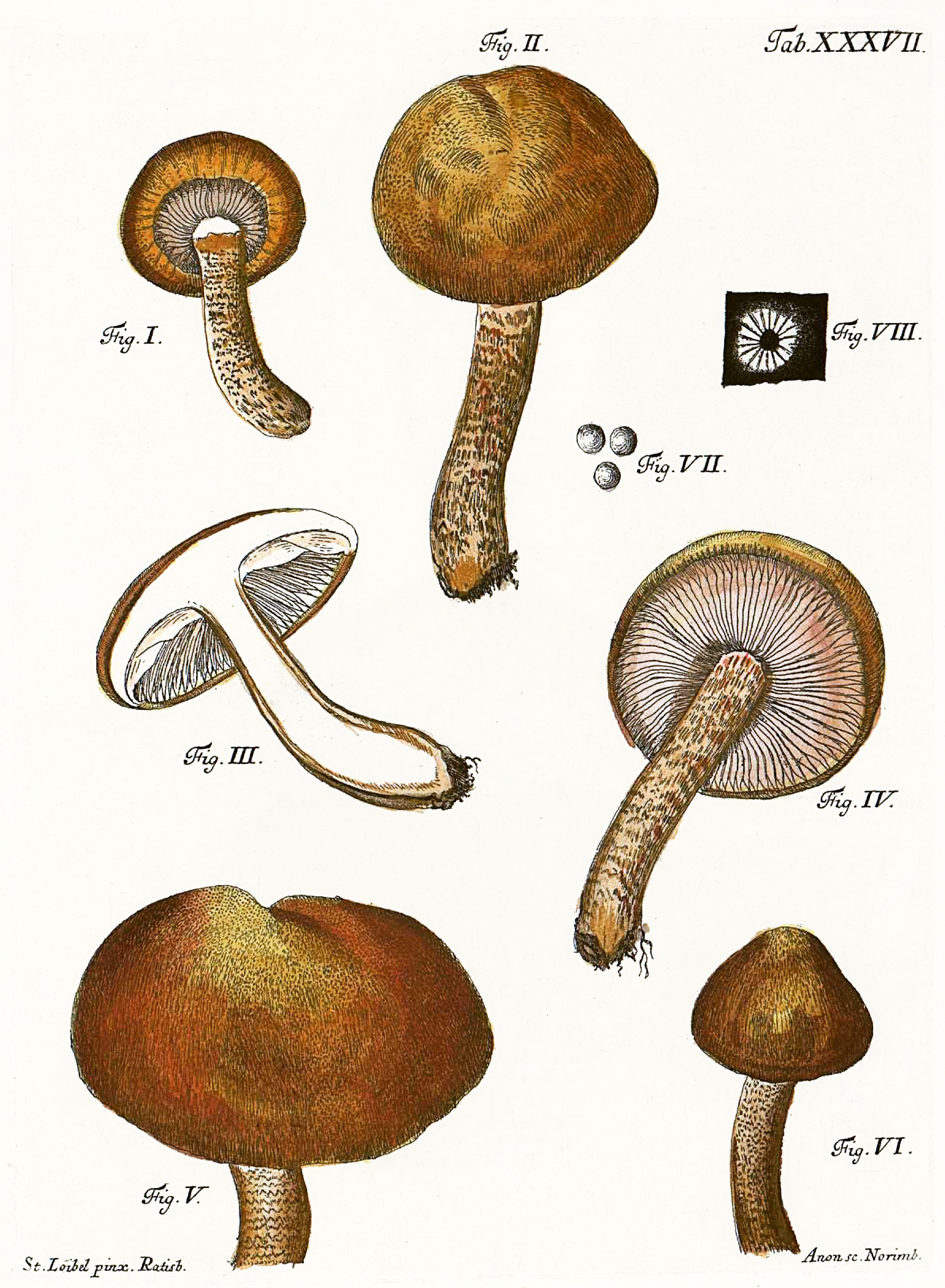

Nem ehető. 